# ジョーダン・ペタイア
ジョーダン・ペタイア（Jordan Petaia、2000年3月14日 - ）は、NFLのロサンゼルス・チャージャーズに所属している、アメリカンフットボール選手。また、元ラグビーユニオン選手。

## プロフィール
- U20ラグビーオーストラリア代表に選ばれたことがある[1]。
- ラグビーワールドカップ2019・ラグビーワールドカップ2023のオーストラリア代表に選ばれた[2][3]。

## 略歴
クイーンズランド・カントリーを経て、2018年、レッズに加入。同年、レッズ史上最年少となる18歳24日でのスーパーラグビーデビューを果たした。
2019年、ラグビーワールドカップ2019のウルグアイ戦で代表初キャップを獲得、さらにデビュー戦では初トライを挙げた。
2024年12月3日、ラグビーユニオンからの引退を発表。渡米し、NFLのアメリカンフットボール選手への転向を目指す。2025年4月2日、ロサンゼルス・チャージャーズと契約したことが発表された。